# 独立記念日 (フィリピン)
独立記念日（どくりつきねんび フィリピン語: Araw ng Kasarinlán）は、1898年のスペインからのフィリピン独立宣言を記念し6月12日に祝うフィリピンの毎年の祝日である。「自由の日」フィリピン語: Araw ng Kalayaanとも呼ばれる。

## 歴史

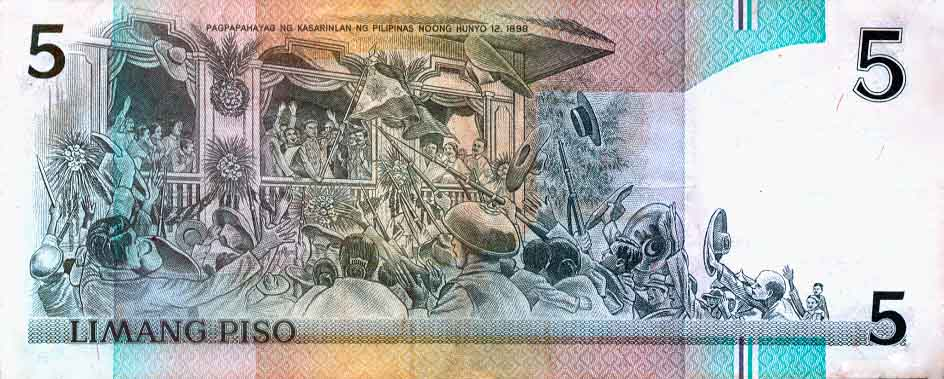
1898年6月12日の独立宣言の場面。フィリピン5ペソ紙幣 (1985年発行)の裏面

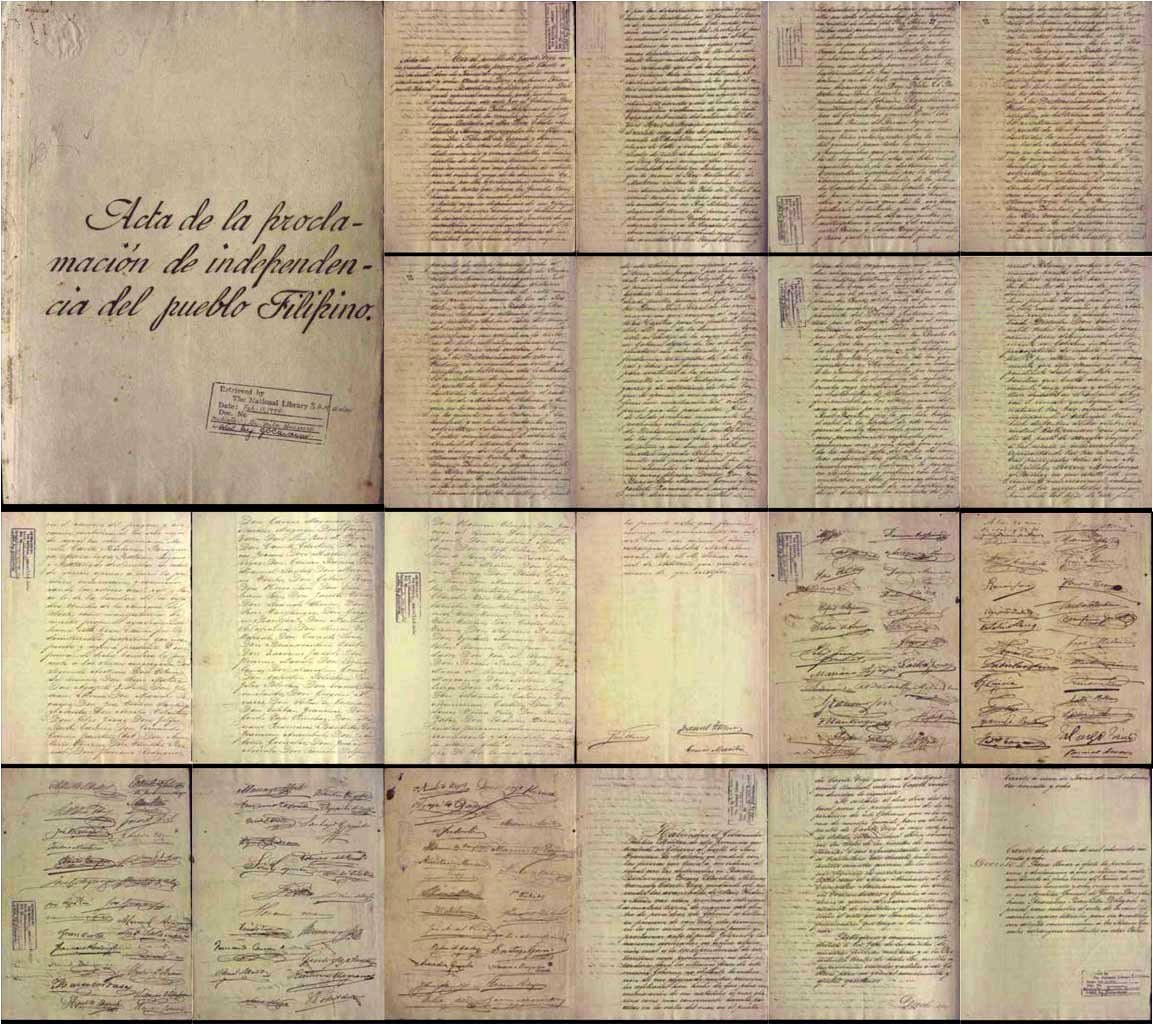
アンブロシオ・リアンサレス・バウティスタが執筆した独立宣言文の原文

記録上はパミティナン洞窟（リサル地方ロドリゲス）でアンドレス・ボニファシオが行った宣言が最初とされる。このときカティプナン新党員の加入にあたり、いずれも同党員のエミリオ・ハシントやレスティトゥト・ハビエル、ギリェルモ・マサンカイやアウレリオ・トレンティノ、ファウスティノ・マナラクやペドロ・サバラ他数名が立ち合う前で、ボニファシオは秘密結社の目的を表明しようと洞窟の壁にフィリピン独立万歳（西: Viva la independencia Filipina!）と書いた。ボニファシオはフィリピン独立革命の始まりとなる「プガドラウィンの嘆き」も率いており、カティプナン党員はスペイン征服への抵抗のしるしとして住民税納税証明書（cedulas personales）を破り捨てている。
独立革命の戦いは1896年に始まり、翌1897年12月14日発効のビアクナバト条約はスペインの植民地政府とフィリピン独立革命派に停戦をもたらした。その規定に基づきエミリオ・アギナルドら革命指導者はスペイン政府から40万ペソを受け取ると香港に亡命した。
米西戦争が勃発すると、ジョージ・デューイ提督はアメリカ海軍アジア艦隊を率いて香港からマニラ湾に展開、1898年5月1日、マニラ湾海戦でスペインを破るとフィリピンを植民地からアメリカの実効支配下に移した。アメリカ軍は続いて同月中にアギナルドをフィリピンに帰国させ、同人は1898年5月19日にカビテに帰着する。
翌月の6月5日、アギナルドが独立の日を1898年6月12日であるとカビテ・エル・ビエホで布告する。同所は今日のアギナルド記念館である。独立宣言「Acta de la Proclamacion de la Independencia del Pueblo Filipino」全文は、アギナルドの戦争助言者で特別代表の作家アンブロシオ・リアンサレス・バウティスタにより厳かに読み上げられた。宣言は21ページで構成され、アギナルドが任命したフィリピン人98名とアメリカの退役砲兵将校L・M・ジョンソン大佐が署名した。1898年6月5日午後4時30分頃、サンフランシスコ・デ・マラボンの指揮で『最愛の地』（Marcha Nacional Filipina）を吹奏、フィリピンの国旗掲揚が初めて正式に執り行われた。

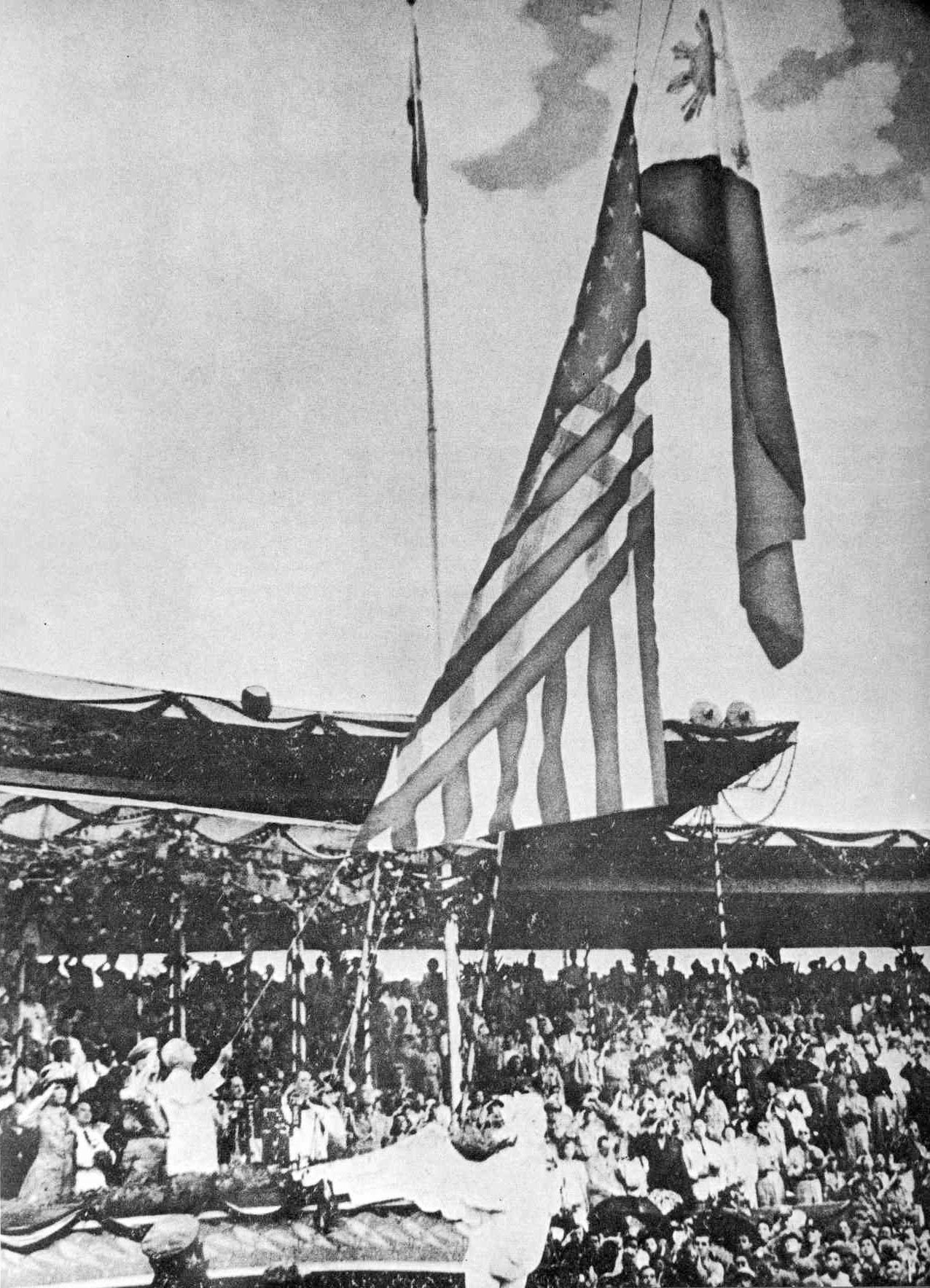
1946年7月4日の独立式典で行われた国旗掲揚式。星条旗を降ろしてフィリピン国旗を揚げる。

独立宣言は当初、1898年8月1日に革命軍の支配地16県の地方総代190人が承認し、次いで1898年9月29日にマロロス議会を招集し追認された。
フィリピンは国際的な独立承認を、特に当事国であるアメリカとスペインからとりつけることに失敗した。スペイン政府が後に1898年のパリ条約を結んでアメリカにフィリピン諸島を割譲すると、フィリピン革命政府はこの条約を批准せず両国は交戦状態にまで進み、これを米比戦争と呼ぶ。
アメリカ合衆国は1946年7月4日、正式にフィリピン独立を認める。ハリー・S・トルーマン大統領はフィリピン独立法、通称「タイディングス＝マックダフィー法」に従い、1946年7月4日布告第2695号を発布、同日マニラ条約が調印された。
アメリカは自国の独立記念日に相当する7月4日を相手国の独立記念日として選び、この日は1962年までフィリピンの独立記念の祝日であった。同年5月12日、ディオスダド・マカパガル大統領は大統領布告28号を発し、「……人民の自由と独立、固有で奪うことのできない権利の宣言の記念として」6月12日をフィリピン全土の特別な公的休日であると宣言する。2年後の1964年8月4日、共和国法第4166号は6月12日を「フィリピン独立記念日」と宣言すると7月4日を「フィリピン共和国記念日」と改称して、フィリピン全市民はふさわしい儀式で6月12日を祝うように義務化された。

## 旗の日

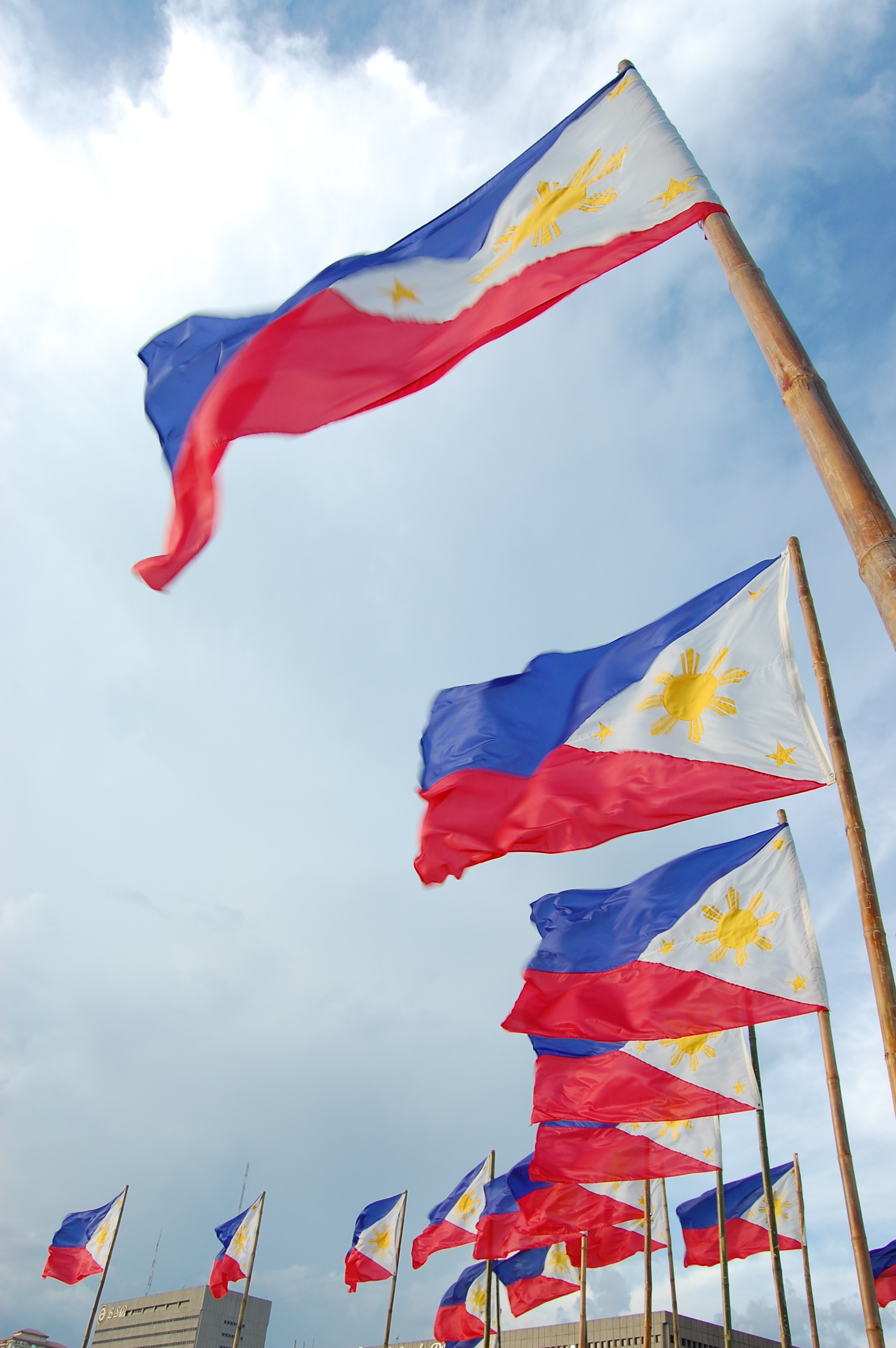
翻るフィリピンの旗

フィリピンでは1964年まで、6月12日を「国旗の日」（祝日）と定めていた。1965年、ディオスダド・マカパガル大統領は布告第374号を発布、全国の国旗記念日を5月28日に改訂した。同日は1898年、フィリピンの国旗が初めてアラパンの戦い（カヴィテ州イムス）で翻った（ひるがえった）日である。100年後の1998年、フィデル・ラモス大統領は大統領布告第179号を発すると、祝賀期間を5月28日から6月12日の独立記念日まで延長した。政府機関や国有企業、州の機関や地方政府組織、さらに私企業に休業するように命じる。教育省には私的組織や非政府組織、社会市民運動団体との連携を担当させ、独立記念を祝う国旗掲揚の徹底が示された。公共の建物や政府組織、官舎、あらゆる公共の広場には必ず目立つように掲揚すること、また個人宅でもできる限り人目に付く形で国旗を掲げるように求めている。

## 祝日行事
フィリピンの国旗は、旗の日の5月28日（1898年に初めて翻った当日）を初日として、または祝賀担当のフィリピン国家歴史委員会が選ぶ5月の特定日から同月30日まで、一般家庭や公的機関で掲揚するよう法に定めてある。カヴィテ州カウィトのアギナルド記念館で行う例年の慶祝活動では、国旗を掲揚しフィリピン独立宣言を読み上げている。世界各国のフィリピン人は6月12日か近い日に集まり公に慶祝しており、時に行進を行う。過去には首都のマニラで中央祝賀として制服機関や軍民、参加資格のある公人や私人が行進し、同じく地方祝賀も挙行され、近年の主要な行進は2018年、独立120周年を記念して実施している。